# صموئيل إل. كروكر
صموئيل إل. كروكر هو سياسي أمريكي، ولد في 31 مارس 1804 في تونتون في الولايات المتحدة، وتوفي في 10 فبراير 1883 في بوسطن في الولايات المتحدة. نشط حزبياً في حزب اليمين. وقد انتخب عضو مجلس النواب الأمريكي ‏.